# فيليب هاجر سميث
فيليب هاجر سميث (بالإنجليزية: Phillip Hagar Smith)‏ هو مهندس ومخترِع أمريكي، ولد في 29 أبريل 1905 في ليكسينغتون في الولايات المتحدة، وتوفي في 29 أغسطس 1987 في Berkeley Heights, New Jersey ‏ في الولايات المتحدة.